# Mickey McGuire
Frank "Mickey" McGuire, kanadski profesionalni hokejist, * 7. julij 1898, Gravenhurst, Ontario, Kanada, † 23. maj 1968, Windsor, Ontario.
McGuire je v ligi NHL prebil 2 sezoni v moštvu Pittsburgh Pirates. Igral je na položaju levega krilnega napadalca.

## Kariera
McGuire se je rodil na severu Ontario in je najprej igral hokej na ledu v domačem Gravenhurstu in nato Timminsu. V Timminsu je igral za rudarsko moštvo Timmins Gold Miners, kasneje pa še za eno rudarsko moštvo Porcupine Gold Miners. V tistih časih je bil hokej na ledu, kot tudi šport v splošnem, na drugem mestu in v rudarskih moštvih so igrali rudarji, ki so redno delali v rudniku. Leta 1924 je odšel v Združene države Amerike, kjer je v Clevelandu igral za članski amaterski ekipi Cleveland Indians in Cleveland Blues. 
McGuire je bil znan kot soliden igralec tako v obrambi kot v napadu, ni pa imel slovesa izjemnega strelca. V svoji sedemletni profesionalni karieri je le dvakrat presegel mejo 10 zadetkov v eni sezoni. Kot profesionalec je najprej nastopil za CHL moštvo Minneapolis Millers, zatem se je leta 1926 preselil v ligo NHL in dve leti igral za ekipo Pittsburgh Pirates. Do konca 20. let je tri sezone igral v ligi Can-Pro, v treh različnih moštvih - Windsor Hornets, Windsor Bulldogs in London Panthers. Kariero je končal leta 1932 po treh sezonah igranja za IHL moštvi Cleveland Indians in Pittsburgh Yellow Jackets.

### Pregled kariere
Odebeljeno - reprezentančni nastopi, glej tudi Statistika pri hokeju na ledu.
| Moštvo                    | Liga    | Sezona |    | Redni del | Redni del | Redni del | Redni del | Redni del | Redni del |   | Končnica | Končnica | Končnica | Končnica | Končnica | Končnica |
| ------------------------- | ------- | ------ | -- | --------- | --------- | --------- | --------- | --------- | --------- | - | -------- | -------- | -------- | -------- | -------- | -------- |
| Moštvo                    | Liga    | Sezona | OT | G         | P         | T         | +/-       | KM        | OT        | G | P        | T        | +/-      | KM       |          |          |
| Timmins Gold Miners       | GBHL    | 20/21  |    |           |           |           |           |           |           |   | 2        | 3        | 0        | 3        |          | 0        |
| Timmins Gold Miners       | GBHL    | 21/22  |    |           |           |           |           |           |           |   |          |          |          |          |          |          |
| Porcupine Gold Miners     | GBHL    | 22/23  |    |           |           |           |           |           |           |   |          |          |          |          |          |          |
| Cleveland Indians         | USAHA   | 23/24  |    | 20        | 11        | 5         | 16        |           |           |   | 8        | 1        | 1        | 2        |          |          |
| Cleveland Blues           | USAHA   | 24/25  |    | 38        | 9         | 0         | 9         |           |           |   |          |          |          |          |          |          |
| Minneapolis Millers       | CHL     | 25/26  |    | 29        | 6         | 5         | 11        |           | 58        |   | 3        | 2        | 1        | 3        |          | 8        |
| Pittsburgh Pirates        | NHL     | 26/27  |    | 32        | 3         | 0         | 3         |           | 6         |   |          |          |          |          |          |          |
| Pittsburgh Pirates        | NHL     | 27/28  |    | 4         | 0         | 0         | 0         |           | 0         |   |          |          |          |          |          |          |
| Windsor Hornets           | Can-Pro | 27/28  |    | 33        | 16        | 3         | 19        |           | 31        |   |          |          |          |          |          |          |
| Windsor Bulldogs          | Can-Pro | 28/29  |    | 18        | 3         | 0         | 3         |           | 4         |   |          |          |          |          |          |          |
| London Panthers           | Can-Pro | 28/29  |    | 21        | 3         | 1         | 4         |           | 18        |   |          |          |          |          |          |          |
| Cleveland Indians         | IHL     | 29/30  |    | 39        | 11        | 6         | 17        |           | 30        |   | 6        | 1        | 0        | 1        |          | 0        |
| Cleveland Indians         | IHL     | 30/31  |    | 4         | 0         | 0         | 0         |           | 2         |   |          |          |          |          |          |          |
| Pittsburgh Yellow Jackets | IHL     | 30/31  |    | 39        | 7         | 4         | 11        |           | 31        |   | 5        | 1        | 1        | 2        |          | 2        |
| Cleveland Indians         | IHL     | 31/32  |    | 18        | 2         | 1         | 3         |           | 2         |   |          |          |          |          |          |          |
| Skupaj                    |         |        |    | 295       | 71        | 25        | 96        |           | 182       |   | 24       | 8        | 3        | 11       |          | 10       |